# Douglas Coutinho
Douglas Coutinho Gomes de Souza (Volta Redonda, 8 de febrero de 1994) es un jugador de fútbol profesional brasileño que juega como delantero en el Tombense Futebol Clube del Campeonato Brasileño de Serie C

## Carrera
Comenzó a jugar en las categorías de base del Cruzeiro en 2008. En 2010 fue transferido a la base del Atlético Paranaense y debido a que los titulares del equipo principal estaban en un proceso de preparación para el Campeonato Brasileño, Douglas Coutinho fue alineado para jugar en el Campeonato Paranaense, en el cual marcó ese año 11 goles, por lo que obtuvo en premio Revelación del campeonato. Volvió a jugar en 2014 en el equipo de Atlético Paranaense durante Campeonato Paranaense que fue comandado por el exjugador serbio Petković.
Pasó a jugar en el equipo principal durante el Campeonato Brasileño de Fútbol 2014, durante el cual ha estado entre los primeros puestos de la tabla de goleadores. El 1º de junho marcó tres goles en la victória por 3 a 1 sobre Figueirense. Contra el Flamengo, marcó el gol de la victoria por 2 a 1. Jugó además 5 partidos en la Copa Libertadores de América.
En 2018 jugó cedido para el Fortaleza.

## Estadísticas
| Club                | Temporada           | Campeonato nacional | Campeonato nacional | Campeonato nacional | Copa nacional | Copa nacional | Copa nacional | Competiciones continentales | Competiciones continentales | Competiciones continentales | Otros torneos | Otros torneos | Otros torneos | Total  | Total | Total   |
| Club                | Temporada           | Juegos              | Goles               | Assist.             | Juegos        | Goles         | Assist.       | Juegos                      | Goles                       | Assist.                     | Juegos        | Goles         | Assist.       | Juegos | Goles | Assist. |
| ------------------- | ------------------- | ------------------- | ------------------- | ------------------- | ------------- | ------------- | ------------- | --------------------------- | --------------------------- | --------------------------- | ------------- | ------------- | ------------- | ------ | ----- | ------- |
| Atlético Paranaense |                     |                     |                     |                     |               |               |               |                             |                             |                             |               |               |               |        |       |         |
| 2013                | 7                   | 0                   | 0                   | 3                   | 1             | 0             | 0             | 0                           | 0                           | 10                          | 12            | 0             | 20            | 12     | 0     |         |
| 2014                | 9                   | 6                   | 0                   | 0                   | 0             | 0             | 5             | 0                           | 0                           | 4                           | 0             | 0             | 18            | 6      | 0     |         |
| Total               | 16                  | 6                   | 0                   | 3                   | 1             | 0             | 5             | 0                           | 0                           | 14                          | 12            | 0             | 38            | 18     | 0     |         |
| Total en la carrera | Total en la carrera | 16                  | 6                   | 0                   | 3             | 1             | 0             | 5                           | 0                           | 0                           | 14            | 12            | 0             | 38     | 18    | 0       |